# Thuner Tagblatt
Das Thuner Tagblatt war eine im Jahr 1838 von der Druckerei Johann Jakob Christen als Thuner Wochenblatt gegründete Zeitung. Zu Beginn erschien das Blatt zweimal in der Woche. 1850 trat Theodor Rippstein die Nachfolge von Johann Jakob Christen an. 1877 führte Theodor Rippstein die tägliche Ausgabe unter der Bezeichnung Täglicher Anzeiger für Thun und das Berner Oberland ein. Später modernisierte Oskar Hopf das Blatt und Carl Muntwyler benannte es 1911 in Tagblatt der Stadt Thun um. 1937 erfolgte die Übernahme durch Adolf Schaer. Ab 1962 erschien die Zeitung unter ihrem heutigen Namen. 1975 erfolgte die Umwandlung der Kommanditgesellschaft Blaser, Schaer & Cie. in die Schaer Thun AG. 1998 beteiligte sich die Herausgeberin der Berner Zeitung, die Espace Media Groupe AG, mit 49 Prozent an der Schaer Thun AG, ab 2000 mit 66 Prozent. 2001 wurden die Zeitungsaktivitäten der Schaer Thun AG mit jenen der G. Maurer AG, Spiez, der Herausgeberin des Berner Oberländers, in der Berner Oberland Medien AG zusammengeführt. Seither erschien das Thuner Tagblatt in redaktioneller Eigenständigkeit, aber in verlegerischer Kooperation mit der Berner Zeitung als deren Kopfblatt. Die beglaubigte Auflage betrug 2011 knapp 23'000 Exemplare. Die Berner Oberland Medien AG gehört inzwischen der TX Group (Tamedia).